# Žarėnai
Žarėnai (ryska: Жаренай) är en ort i Litauen. Den ligger i den nordvästra delen av landet, 230 km nordväst om huvudstaden Vilnius. Žarėnai ligger 163 meter över havet och antalet invånare är 588.
Terrängen runt Žarėnai är platt, och sluttar västerut. Runt Žarėnai är det ganska glesbefolkat, med 42 invånare per kvadratkilometer. Närmaste större samhälle är Telšiai, 16,0 km norr om Žarėnai. I omgivningarna runt Žarėnai växer i huvudsak blandskog.